# Maciej Grąbczewski
Maciej Grąbczewski herbu Nałęcz – wiceekonom malborski, pisarz skarbowy pruski w latach 1658–1661, ławnik ziemski tczewski w latach 1645–1661.
Poseł na sejm koronacyjny 1649 roku, sejm 1650 roku, sejm nadzwyczajny 1652 roku, sejm 1653 roku, sejm nadzwyczajny 1654 roku, 1658 roku, 1661 roku z sejmiku generalnego pruskiego.